# Higuera de la Serena
Higuera de la Serena là một đô thị trong tỉnh Badajoz, Extremadura, Tây Ban Nha. Dân số 1.115 người và diện tích 58 km².